# Robert Parker (astronaut)
Robert Allan Ridley Parker, född 14 december 1936 i New York (men uppväxt i Shrewsbury, Massachusetts), är en amerikansk astronaut uttagen i astronautgrupp 6 den 4 augusti 1967.

## Rymdfärder
- STS-9
- STS-35